# Малижине
Мали́жине — село в Золочівській громаді Богодухівського району Харківської області України. Населення становить 189 осіб.

## Географія
Село знаходиться на правому березі річки Мерла, вище за течією за 4 км розташоване село Писарівка, нижче за течією за 2 км розташоване село Мерло (Богодухівська міська громада), на протилежному березі — село Мерло (Золочівська селищна громада).
Через село протікає Балка Скалозубова з загатою. До села примикає невеликий лісовий масив (дуб).

## Історія
Село вперше згадується 1708 року.
12 червня 2020 року, розпорядженням Кабінету Міністрів України № 725-р «Про визначення адміністративних центрів та затвердження територій територіальних громад Харківської області», увійшло до складу Золочівської селищної громади.
19 липня 2020 року, в результаті адміністративно-територіальної реформи та ліквідації Золочівського району, село увійшло до складу Богодухівського району.

## Атракції
В селі є садиба Павлової. Вона є пам'яткою типової житлової архітектури, яку затвердили 1809 року. Сама ж садиба побудована 1823 року. Наразі тут знаходиться психоневрологічний інтернат.
Також в селі залишилися рештки Успенської церкви.

## Відомі уродженці
Корінько Іван Васильович (нар. 1948) — науковець у галузі водного господарства, лавреат Державної премії в галузі науки і техніки (2004).